# Handball-Bayernliga 1985/86
Die Handball-Bayernliga 1985/86 wurde unter dem Dach des „Bayerischen Handballverbandes“ (BHV) organisiert und ist die höchste Spielklasse des Landesverbandes Bayern. Die Bayernliga ist nach der Handball-Bundesliga, der 2. Bundesliga und der Handball-Regionalliga eine der vierthöchsten Spielklassen im deutschen Handball.

## Saisonverlauf
Die Handball-Bayernliga 1985/86 war die achtundzwanzigste Ausspielung der Handball-Bayernligasaison. Bayerischer Meister wurde der 1. FC Nürnberg (Aufstiegsverzicht). Vizemeister mit Aufstiegsrecht wurde der TSV 1860 Ansbach.

### Modus
Zwölf Mannschaften spielten eine Hin- und Rückrunde um die „Bayerische Meisterschaft“ und den Aufstieg in die Regionalliga Süd. Die Plätze zehn bis zwölf waren Absteiger in die beiden Staffeln der Landesliga. Der Modus war für Männer und Frauen gleich.

## Teilnehmer und Platzierungen
Nicht mehr dabei waren die Auf- und Absteiger aus der Vorsaison. Neu dabei waren die Aufsteiger (N) aus den Landesligen. Im Verlaufe der Saison traten zwölf Mannschaften in der Bayernliga an.

### Abschlusstabelle

Bereich des „Bayer. Handballverbandes“ (BHV)

Saison 1985/86 
|     | Mannschaft           | Spiele | Punkte |
| --- | -------------------- | ------ | ------ |
| 1.  | 1. FC Nürnberg (N)   | 22     | 40:4   |
| 2.  | TSV 1860 Ansbach     | 22     | 32:12  |
| 3.  | TuS Fürstenfeldbruck | 22     | 26:18  |
| 4.  | TS 1887 Selb         | 22     | 24:20  |
| 5.  | Post SV Regensburg   | 22     | 22:22  |
| 6.  | HSC Bad Neustadt (N) | 22     | 21:23  |
| 7.  | ETSV 09 Landshut (N) | 22     | 21:23  |
| 8.  | HG Erlangen          | 22     | 20:24  |
| 9.  | MTSV Schwabing II    | 22     | 20:24  |
| 10. | TG Landshut (N)      | 22     | 19:25  |
| 11. | TV 1861 Rothenburg   | 22     | 12:32  |
| 12. | TSV 1846 Lohr        | 22     | 9:35   |

## Handball-Bayernliga (Frauen) 1985/86
- Der 1. FC 01 Bamberg wurde Bayerischer Meister hat sich für die Regionalliga Süd der Frauen qualifiziert.